# Nega gozda
Nega gozda je gozdarska dejavnost, ki poleg obnove in varstva gozdov, predstavlja osnovno področje gojenja gozdov. Je dejavnost, s katero se skuša izboljšati rastne razmere v sestoju. Kvalitetnim drevesom ali skupinam  dreves, skuša omogočiti hitrejšo rast, večji prirastek in boljšo kvaliteto lesa.

### Cilji nege gozda
Cilji nege gozda so okrepiti odpornost kvalitetnih nosilcev sestoja in izboljšati njihovo rast. Cilje nege se skuša doseči z gojitvenimi ukrepi. Po načelu so to preudarjeni posegi gojitelja v rastni prostor rastline.  

### Ukrepi nege
Z ukrepi nege se skuša zmanjšati obstoječo konkurenco med osebki v gozdnem sestoju in s tem izbranim drevesom izboljšati njihovo okoljsko oskrbo. Med ukrepe nege sodi, obžetev, čiščenje in redčenje sestojev.  Med negovalne ukrepe praviloma sodi tudi prebiralna sečnja.
Vsi ukrepi nege temeljijo na principu selekcije. Po tem principu se izloči iz sestoja moteča drevesa, t. i. konkurente. To so drevesa, ki ovirajo rast boljšim oziroma kvalitetnejšim izbrancem. V kolikor je selekcija preudarna, se po njej izboljša okoljska oskrba rastlin. Preostala drevesa v sestoju se okrepijo, bolje rastejo in lahko delno nadomestijo tudi izgube, nastale z izločanjem.
Okoljska oskrba rastline je pogoj, ki rastlini omogoča (optimalno) rast. Odvisna je od dostopa do dejavnikov okolja, oziroma od oskrbe z rastnimi komponentami iz okolja. Predvsem je pomembna svetloba, v manjši meri pa tudi drugi viri iz okolja, kot oskrba z vlago, zrakom in mineralnimi snovmi v gozdnih tleh. 

### Omejitve negovalnih ukrepov
Možnost vplivanja z gojitvenimi ukrepi nege je žal omejena. Nepremostljivo oviro pri tem predstavljajo naravne omejitve - t. i. naravni limiti. Poleg genskih zmožnosti drevesne vrste, tudi zmožnost okolja, oziroma  rastišča. Skrajno zmožnost tvorbe biomase predstavlja rastiščni potencial. 
Za ekosistem (in za gozdarstvo) je pomemben izkoristek rastiščnega potenciala. Optimalni izkoristek doseže le naravno razvit ekosistem - pragozd. V gospodarskih gozdovih so izkoristki rastiščnega potenciala bistveno nižji. Odvisno od intenzivnosti umetnega izločanja, zlasti pri pridobivanju lesa.
 Ob teh dejstvih je treba poudariti, da z gojitvenimi ukrepi ni možno doseči ali preseči naravnega potenciala. Lahko le nekoliko pospešimo razvoj v gozdu - toda vedno le na produkcijskem nivoju, ki je nižji od tistega, ki ga omogoča ekosistem (potencial). 
Se pa gozdarji trajno prizadevajo za izboljšanje izkoristka rastiščnega potenciala. Pri tem je zlasti pomembno dolgoročno gozdnogospodarsko načrtovanje. Posebej pa je treba paziti na tekoče, neposredno poseganje v gozd. Tudi pri gojenju in negi gozdov. Dobro se je namreč zavedati dejstva, da so cilji boljšega izkoristka potencialov gozda, tudi v Sloveniji, žal še precej oddaljeni.
Tudi, ko gre za dobronamerne negovalne ukrepe, je treba vedeti, da ti niso možni brez, vedno problematičnega, nenaravnega izločanje vitalnih osebkov iz ekosistema. Kar vselej, vsaj začasno, zmanjšuje izkoristek rastiščnega potenciala. Gozd pa potrebuje veliko časa, da izgube nadoknadi.  
Zato je pri vseh posegih v gozd dobro imeti pred očmi tudi t. i. Liebigovo pravilo minimuma. To pravilo nekoliko poenostavljeno določa, da rastlini lahko izboljšamo rast, le v kolikor ji je možno dodati ekološki dejavnik, ki v rastnem prostoru rastline primanjkuje - je v minimumu. To pa je v praksi in v gozdu zelo težko. 
Vsekakor pa nesporno velja, da je neupoštevanje omejitev Liebigovega pravila, vedno gospodarsko škodljivo in ekološko vprašljivo. Kajti z neučinkovito selekcijo (z izločanjem) nizek izkoristek rastiščnega potenciala lahko le še poslabšamo.
Trezen razmislek o gojitvenih dilemah, omejitvah in možnostih, vedno narekuje le zmerne posege v gozd. Tudi zato, ker so cenejši in manj tvegani.